# ジョンズ・チルドレン
ジョンズ・チルドレン（英語：John's Children）は、1960年代にイングランドのレザーヘッドで結成されたモッズのロック・バンドである。後にT・レックスを結成したマーク・ボランが1967年に4か月ほど在籍していた事で知られている。

## 概要
ジョンズ・チルドレンは突飛なライブ・パフォーマンスで知られた。ボランが在籍していた1967年4月にザ・フーのドイツ・ツアーの前座を務めた時には、ヘッドライナーを出し抜いたためブーイングを受けた。同年発表したボラン作「Desdemona」のシングルは、その"Lift up your skirt and fly"という歌詞が物議を醸し、BBCで放送禁止処分を受けた。同年録音されたデビュー・アルバム『オーガズム』の発売は、ドーターズ・オブ・ジ・アメリカン・レヴォリューション（アメリカ愛国婦人会、DAR）の反対を受けたアメリカのレコード会社によって4年も遅らせられ、1970年にようやく発表された。
彼等の活動期間は2年に足らず、発表した作品は6枚のシングルと1枚のアルバムだけで商業的にはあまり成功しなかった。しかし彼等が与えたインパクトは賞賛に値し、一部ではグラム・ロックの先駆けとして見られている。彼等のシングルは1960年代の英国ロックのコレクターの間で最も人気のあるものの一つとなっている。

## メンバー
- アンディ・エリソン（Andy Ellison）：ヴォーカル（1946年7月5日、北ロンドン、フィンチリー生まれ
- ジェフ・マクレランド（Geoff McClelland）：ギター（1947年生まれ）
- マーク・ボラン（Marc Bolan）：ギター（1967年3月、マクレランドと交代）
- ジョン・ヒューレット[注釈 2]（John Hewlett）：ベース・ギター（1948年生まれ）
- クリス・タウンソン（Chris Townson）：ドラムス／ギター（1947年7月24日生まれ、サウス・ウエスト・ロンドン、バタシー出身、2008年2月10日没）
- クリス・コルヴィル（Chris Colville）：ドラムス（ライヴのみ）

2011年のアルバム『Black & White』録音時のメンバー
- アンディ・エリソン
- クリス・タウンソン
- ボズ・ブーラー（Boz Boorer）
- マーティン・ゴードン（Martin Gordon）

## ディスコグラフィ

### アルバム
- Orgasm (White Whale, September 1970, projected release: 18 March 1967)
- Legendary Orgasm Album (re-issue of faux "live" album plus a and b sides of first two singles; "Strange Affair" is a unique backwards mix) (Cherry Red, 1981)
- Music for the Herd of Herring – (John's Children/Jet/Radio Stars) (Radiant Future Records, REVP001CD, 2001)
- Black & White (Acid Jazz, AJXCD 234, 6 June 2011)

### コンピレーション
- A Midsummer Night's Scene –  1988, Bam Caruso (MARI 095 CD)
- Smashed Blocked! –  1997, NMC (Pilot 12)
- Jagged Time Lapse –  1997, NMC (Pilot 18
- John's Children (EP) –  1999, Trash (LARD 20 07 99)
- The Complete John's Children –  2002, NMC (Pilot 118) / reissued in 2005 by Voiceprint (VP365CD)
- A Strange Affair (The Sixties Recordings) –  2014 Grapefruit Records (CRSEG027D)

### シングル
- "Smashed Blocked" (Napier-Bell/Hewlett) / "Strange Affair"
  - (UK A-Side title: "The Love I Thought I'd Found"; Germany B-Side: "Just What You Want..." USA: Billboard Hot 100 and local (Florida) Top-10s; backing by L.A. session musicians) (UK: Columbia (EMI) DB 8030, 14 October 1966, USA: White Whale, December 1966, Germany: Polydor 59069, 1967)
- "Just What You Want – Just What You'll Get" (Hewlett, Townson, Ellison, McClelland) / "But She's Mine"
  - (A-side: backing by English session musicians; Jeff Beck guests on B-side) (UK: Columbia (EMI) DB 8124, 3 February 1967)
- "Desdemona" (Bolan) / "Remember Thomas à Becket"
  -  (Bolan on A-side, McClelland on B-side) (UK: Track 604 003, 24 May 1967; Germany: Polydor 59 104)
- "Midsummer Night's Scene" (Bolan) / "Sara Crazy Child" (full length) (Bolan) (release cancelled)
  - (UK: Track 604 005, June 1967)
- "Come and Play with Me in the Garden" (Ellison, Hewlett)/ "Sara Crazy Child" (edited) (Bolan)
  - (Bolan plays on B-side only) (UK: Track 604 005, 14 July 1967; Germany: Polydor 59 116)
- "Go Go Girl" (Bolan)/ "Jagged Time Lapse" (Hewlett, McClelland)
  - (A-side is version of Bolan's "Mustang Ford" and features Bolan on guitar, B-side from remaining recordings with Geoff McClelland) (UK: Track 604 010, 6 October 1967; Germany: Polydor 59 160; Greece: International Polydor 244)
- "It's Been a Long Time" / "Arthur Green" (B-side only, Andy Ellison solo single)
  - (UK: Track 604 018, December 1967)